# Sauðahnúkur (berg i Island, Norðurland eystra, lat 65,54, long -16,73)
Sauðahnúkur är ett berg i republiken Island. Det ligger i regionen Norðurland eystra, 280 km nordost om huvudstaden Reykjavík. Toppen på Sauðahnúkur är 582 meter över havet.
Trakten runt Sauðahnúkur är nära nog obefolkad, med mindre än två invånare per kvadratkilometer. Närmaste större samhälle är Reykjahlíð, omkring 14 kilometer nordväst om Sauðahnúkur. Trakten runt Sauðahnúkur består i huvudsak av gräsmarker.